# Mari Forsman
Mari Forsman Ryberger, född 11 mars 1969, är en svensk sångerska, skådespelare och koreograf.
Gick ut Balettakademien 1991 och har därefter medverkat i uppsättningar som Jerry Williams Show på Hamburger Börs, A Chorus Line på Riksteatern och West Side Story på Oscarsteatern. Hon spelade rollen som Emily Delahay i farsen Charleys Tant på Intiman 1999. Hon har även arbetat som dansare i Grekland och USA. Forsman har arbetat som bidragsproducent i Melodifestivalen sedan 2010.

## Teater

### Roller (ej komplett)
| År   | Roll          | Produktion                   | Regi            | Teater  |
| ---- | ------------- | ---------------------------- | --------------- | ------- |
| 1999 | Emily Delahay | Charleys tant Brandon Thomas | Thomas Ryberger | Intiman |